# 荘公 (曹)
荘公（そうこう）は、春秋時代の曹の第13代の君主（在位前702年 - 前671年）。姓は姫、名は射姑、または夕姑。桓公の子として生まれた。紀元前703年、曹の世子として魯におもむいた。紀元前702年、桓公の後をうけて曹国の君主となった。在位31年。釐公の父。